# Search for Tomorrow

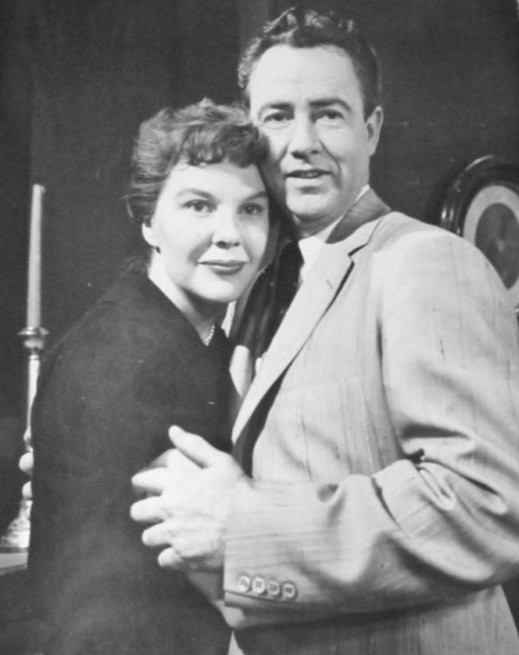
Publiciteitsfoto voor Search for Tomorrow met Mary Stuart en Terry O'Sullivan als Joanne en Arthur Tate

Search for Tomorrow was een Amerikaanse soapserie die begon op 3 september 1951. De show verhuisde in 1982 van originele zender CBS naar NBC waar het liep tot 26 december 1986. 
Toen de serie stopte was dit het langst lopende programma, buiten het nieuws, dat op televisie te zien was. Het record hield niet lang stand aangezien de soap Guiding Light een jaar later van start ging op televisie en tot 2009 werd uitgezonden.

## Bekende acteurs
Een aantal acteurs en actrices speelden mee in de serie nog voor ze grote bekendheden waren. 
- Don Knotts (Wilbur Peterson)
- Ken Kercheval (Dr. Nick Hunter)
- Larry Hagman (Curt Williams)
- Audra Lindley (Sue Knowles)
- Susan Sarandon (Sarah Fairbanks)
- John James (Tom Bergman)
- Kevin Kline (Woody Reed)
- Morgan Fairchild (Jennifer Pace)
- Kevin Bacon (Todd Adamson)
- Cynthia Gibb (Susan 'Suzi' Martin Wyatt)
- Michael Corbett (Warren Carter)
- Olympia Dukakis (Dr. Barbara Moreno)
- Viggo Mortensen (Bragg)
- Jane Krakowski (Theresa Rebecca "T.R." Kendall)
- Joanna Going (Evie Stone)
- Audrey Landers (Connie)
- Lee Grant (Rose Peterson)
- Sandy Duncan (Helen)
- Barbara Babcock (Gwen Delon)
- Meg Myles (Mavis Stone)
- Barbara Luna (Anna Ryder)
- Domini Blythe (Estelle Kendall)
- Michelle Joyner (Sarah Whiting)
- Jacqueline Schultz (Patti Tate Whiting McCleary)
- Patsy Pease (Cissy Mitchell Sentell)
- Adam Storke (Andrew Ryder)
- Jennifer Gatti (Angela Moreno)
- Damion Scheller (Joshua Moreno)
- Angela Bassett (Selina McCulla)
- Lisa Peluso (Wendy Wilkins)
- Louise Shaffer (Stephanie Wilkins)#2
- Ann Williams (Eunice Gardner Wyatt)
- Roger Montalto (Italian Baby)